# DB2
DB2, relationsdatabashanterare från IBM.
IBM är en av de största leverantörerna i världen när det gäller relationsdatabaser, en teknik man var med om att uppfinna. DB2 eller dess föregångare har funnits sedan slutet på 1960-talet på ett otal olika plattformar och använder sig av SQL, ett standardiserat databasspråk som också ursprungligen kom från IBM.
2004 var IBM en större databasleverantör än Oracle.
DB2 ingår som en del i operativsystemet OS/400 och är också tillgängligt på Windows, Linux, z/OS samt flera Unix-varianter, inklusive IBM:s egen, AIX.
Den senaste versionen (mars 2007) är DB2 9 och produktserien består i dagsläget av:
- DB2 9 för Windows, Linux och Unix
- DB2 Data Warehouse Edition
- DB2 för System i
- DB2 för System p
- DB2 för VSE & VM (Stordator)
- DB2 9 för z/OS
- DB2 Connect
- DB2 Everyplace
- DB2 and IMS Tools
- DB2 Query Management Facility
- DB2 Query Patroller